# Lithiumhexafluorosilicat
Lithiumhexafluorosilicat ist eine chemische Verbindung des Lithiums aus der Gruppe der Hexafluorosilicate.

## Gewinnung und Darstellung
Lithiumhexafluorosilicat kann durch Reaktion von Hexafluoridokieselsäure mit Lithiumhydroxid oder Lithiumcarbonat bzw. durch Reaktion von  Siliciumtetrafluorid mit Lithiumfluorid gewonnen werden. Sie wurde 1954 erstmals durch B. Cox synthetisiert.
{\displaystyle {\ce {H2[SiF6] + 2LiOH -> Li2[SiF6] + 2H2O}}}

## Eigenschaften
Lithiumhexafluorosilicat ist ein weißer geruchloser Feststoff, der löslich in Wasser und Methanol ist. Sie zersetzt sich beim Erhitzen ab 250 °C in Lithiumfluorid und Silicium(IV)-fluorid und besitzt eine trigonale Kristallstruktur mit der Raumgruppe P321 (Raumgruppen-Nr. 150) und drei Formeleinheiten pro Elementarzelle, isotyp zu Natriumhexafluorosilicat.

## Verwendung
Lithiumhexafluorosilicat wird als Zwischenprodukt zur Herstellung von Pharmazeutika und anderen chemischen Verbindungen eingesetzt. Es ist auch ein Zwischenprodukt bei der Darstellung von Lithiumchlorid aus lithiumhaltigen Mineralien durch Aufschluss mit Hexafluoridokieselsäure.